# Żuchowicze (gmina)
Żuchowicze (Zuchowicze) – dawna gmina wiejska istniejąca do 1939 roku w woj. nowogródzkim. Siedzibą gminy były Wielkie Żuchowicze (971 mieszk. w 1921 roku).
Początkowo gmina należała do powiatu nowogródzkiego. 1 sierpnia 1919 r. gmina weszła w skład nowo utworzonego powiatu baranowickiego pod Zarządem Cywilnym Ziem Wschodnich. 7 listopada 1920 r. została przyłączona do nowo utworzonego powiatu nieświeskiego pod Zarządem Terenów Przyfrontowych i Etapowych. 19 lutego 1921 r. wraz z całym powiatem weszła w skład nowo utworzonego woj. nowogródzkiego. 
22 stycznia 1926 roku gmina została przyłączona do powiatu stołpeckiego w tymże województwie. 31 maja 1929 roku do gminy Żuchowicze przyłączono część obszaru gminy Wolna (17 miejscowości). 1 października 1932 roku część obszaru gminy Żuchowicze włączono do gminy Turzec.
Po wojnie obszar gminy Żuchowicze został odłączony od Polski i włączony do Białoruskiej SRR.